# Tunika
A tunika (latin: tunica) ingszerű ruhadarab volt, amelyet a római ókortól a középkorig viseltek. Manapság egy bizonyos stílust jelöl a női divatban.

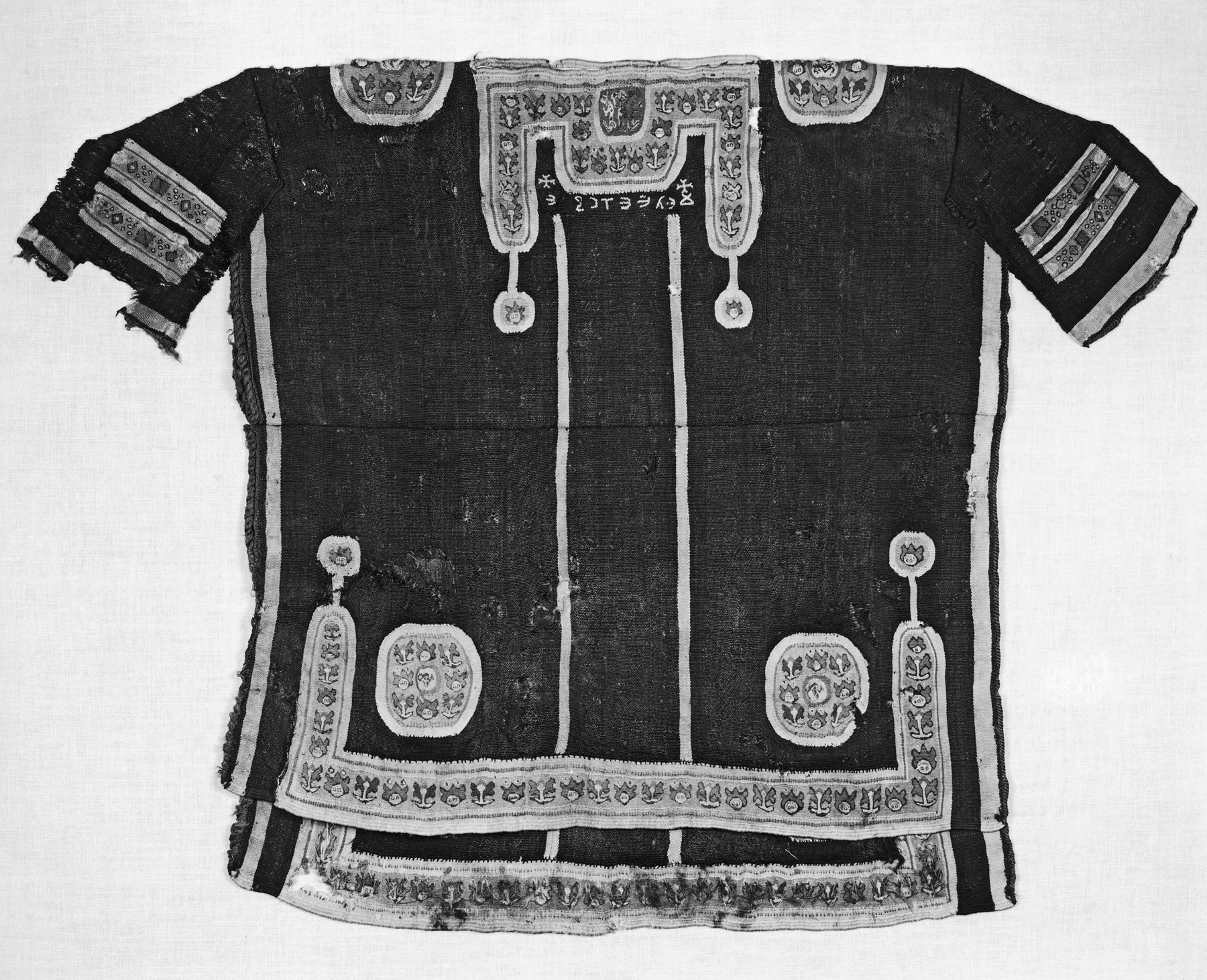
7. századi bizánci, kopt tunika

## Története
Eredetileg ujjatlan volt, később rövid, illetve hosszú ujjú lett. Anyaga tiszta fehér vászon vagy gyapjú. Férfiak és nők egyaránt viselték.
A római császárkor idején több tunikát viseltek egymás felett. Előkelő férfiak csak otthon viselték, más ruhadarab nélkül. Utcán vagy közszerepléskor a gazdag redőkbe rendezett tóga fedte. Nők a tunika felett stólát viseltek.
A rabszolgák semmit sem hordtak felette, munkához övvel rögzítették derékban, hogy ne zavarja mozgásukat.
A 4. századtól kezdve liturgikus ruha lett (→ alba). Nagy Szt. Gergely az alszerpapoknak rövidebb felsőruhát írt elő tunika néven, melyet a 17. század óta kétoldalt felvágtak a könnyebb felvehetés végett. A dalmatikától csak egyszerűségében különbözött.
Később a püspök liturgikus ruhája lett (tunicella). A tunicella ma a selyemből készült főpapi ruha a kazula alatt.
A középkorban szokás volt akolítusokat és ministránsokat színes tunikába öltözteni.
Az alszerpap jellemző felsőruhája volt. A 17. századtól azonos a dalmatikával. Az alszerpapság megszűnésével elvesztette az egyházi jelentőségét.